# Thiên văn học năng lượng cao
Thiên văn học năng lượng cao là tập hợp các nhánh thiên văn học nghiên cứu các vật thể thiên văn giải phóng bức xạ có năng lượng cao. Nó bao gồm thiên văn học tia X, tia gamma, tử ngoại, cũng như các nghiên cứu về neutrino, tia vũ trụ,...
Các vật thể thiên văn học thường được nghiên cứu trong lĩnh vực này có thể bao gồm các lỗ đen, sao neutron, các nhân thiên hà hoạt động, siêu tân tinh, tàn tích siêu tân tinh và các chớp tia gamma .